# Vicenç Sasot i Fraucà
Vicenç Sasot i Fraucà (Penyalba, Aragó, 21 de gener del 1918 - Barcelona, 12 d'abril del 1985) va ser un jugador i entrenador de futbol català d'origen aragonès.

## Carrera[2]
El 1935 es va iniciar com a futbolista a Sant Cugat del Vallès. Durant la guerra civil fou jugador del FC Barcelona, amb qui disputà nou partits del campionat de Catalunya. Després d'acabada la Guerra Civil Espanyola el 1939, va continuar la seva carrera al Reial Valladolid.
La temporada 1943/44 va jugar al CE Sabadell de la primera divisió. El seu primer partit a primera divisió, es va posar fi a una derrota davant el Sevilla FC per 2-5. Aquesta temporada, va jugar dos partits de Lliga més, sent l'última vegada que jugaria a primera divisió. La seva carrera com a futbolista la va finalitzar com a jugador de la UE Sants.
Després de la seva carrera com a jugador va començar les seves activitats d'entrenador. Entre altres equips, va entrenar la UE Sants, la UE Lleida, el Reus CF i la selecció catalana de futbol.
A continuació va passar 13 anys al FC Barcelona com a entrenador. Allí va entrenar diversos equips juvenils del club, fins que va esdevenir entrenador del primer equip la temporada 1964-1965. Després que el Barcelona perdés l'octubre del 1964 davant el Llevant UE per un contundent 1-5 i l'equip ocupés el lloc desè en la taula classificatòria de la Lliga, César Rodríguez va ser destituït i Vicenç Sasot va ser nomenat nou entrenador. Sasot va acabar situant l'equip al sisè lloc. En la Copa de Fires, el Barcelona va ser eliminat pel Racing d'Estrasburg. Després de tres empats, el guanyador es va decidir llançant una moneda a l'aire i el conjunt català va quedar fora de la competició. Sasot no va continuar la següent temporada. El seu lloc el va ocupar l'argentí Roque Olsen.
La temporada 1968-69 va entrenar fins al mes de febrer del 1969 el RCD Mallorca, que acabaria ascendint a la primera divisió. Més endavant, va ser entrenador de l'Atlètic Balears i del Girona FC, entre d'altres.